# Vladimir Sofronitsky

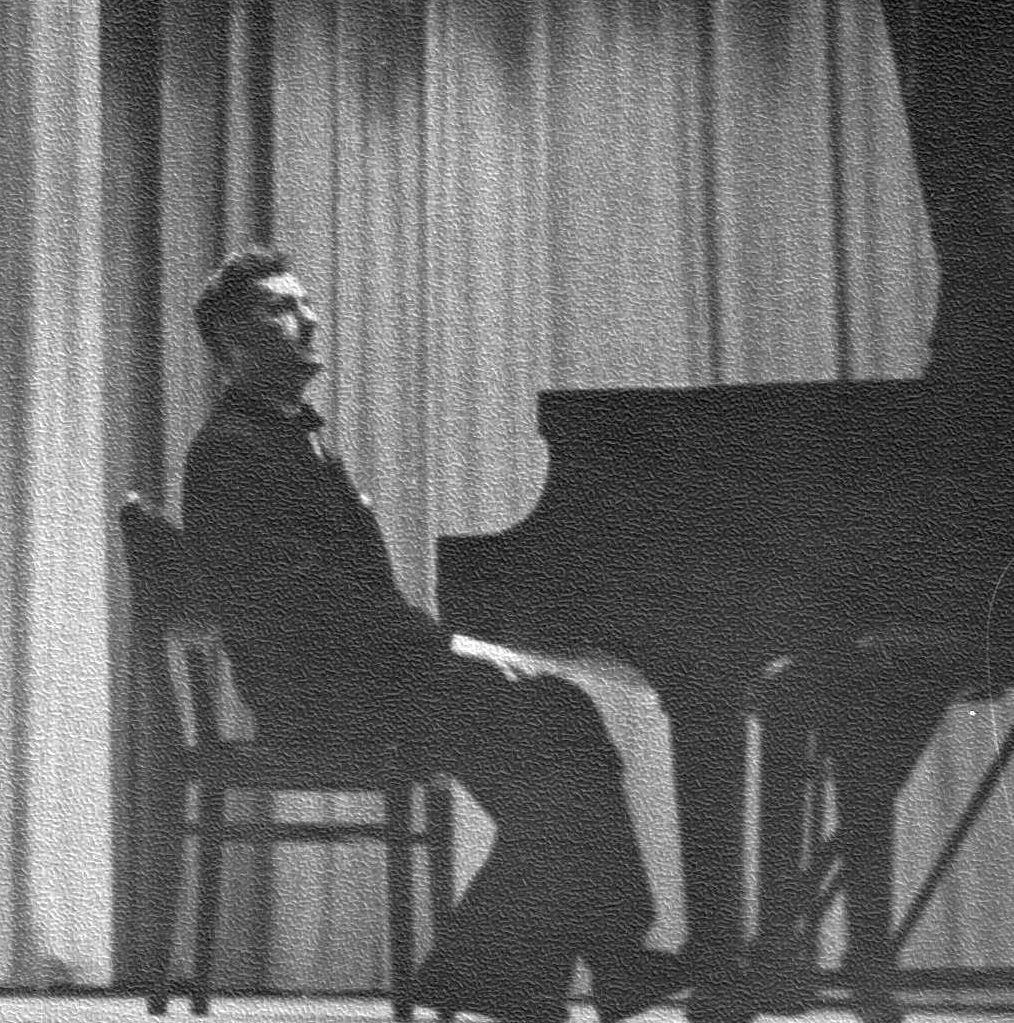
Vladimir Sofronitsky

Vladimir Vladimirovich Sofronitsky (ou Sofronitzky; em russo: Влади́мир Влади́мирович Софрони́цкий, Vladimir Sofronitskij; São Petersburgo, 8 de Maio de 1901 - 29 de Agosto de 1961) foi um pianista russo-soviético, famoso pelas suas interpretações de obras de Alexander Scriabin e Frédéric Chopin, e pai da pianista canadense Viviana Sofronitsky.

## Biografia
Vladimir Sofronitsky nasceu em São Petersburgo. O seu pai era professor de Física e sua mãe era descendente de uma família ligada às artes. Em 1903, a sua família muda-se para Varsóvia, onde começa a estudar piano com Anna Lebedeva-Getcevich (aluna de Nikolai Rubinstein), e mais tarde, aos nove anos, com Aleksander Michałowski.
Entre 1916 e 1921, Sofronitsky estudou no Conservatório de Petrogrado onde teve Leonid Nikolayev como mestre. Foi colega de classe de Dmitri Shostakovitchh, de Maria Yudina e de Elena Scriabina, a filha mais velha do falecido Alexander Scriabin. Em 1917 conheceu Scriabina, e em 1920 casaram. Sofronitsky foi proclamado pianista ilustre pelo compositor Alexander Glazunov e pelo musicólogo e crítico Alexander Ossovsky.
Realizou o seu primeiro concerto como solista no ano de 1919. Entre 1928 e 1929 realizou uma viagem à França, a sua única a um país estrangeiro. Apresentou-se numa outra vez fora da União Soviética, na Conferência de Potsdam, em 1945, quando foi subitamente enviado por Stalin com o intuito de tocar para os líderes aliados.
Sofronitsky lecionou no Conservatório de Leninegrado entre 1936 a 1942, e mais tarde no Conservatório de Moscovo, até à data da sua morte. Em 1943 recebeu o Prémio Stalin de primeira classe, e no ano anterior foi proclamado Artista Homenageado da RSFSR - República Socialista Federativa Soviética da Rússia.
O repertório de Sofronitsky incluía obras de Scriabin, Chopin, Schubert, Schumann, Liszt, Beethoven, Lyadov, Rachmaninoff, Medtner, Prokofiev, entre outros.

## Reconhecimento e gravações
Embora pouco conhecido no Ocidente, Sofronitsky era altamente considerado na sua terra natal. Sviatoslav Richter e Emil Gilels viam Sofronitsky como seu mentor. Certo dia, num estado alcoolizado, Sofronitsky terá dito que Richter era um génio. Em troca, Richter brindou-o e proclamou Sofronitsky como um deus. Diz-se que, ao saber da morte de Sofronitsky, Gilels terá dito que “morreu o maior pianista do mundo”.
As gravações de Sofronitsky foram produzidas por várias editoras discográficas, tais como Arkadia, Arlecchino, Chant du Monde, Denon Classics, Multisonic, Urania e Vista Vera. Um conjunto de CDs foi lançado pela Philips Records - Os grandes Pianistas do Século XX (caixa com 9 CDs) - e pela editora Brilliant Classics. As gravações de Sofronitsky documentam uma das personalidades do piano mais intensas e únicas do século 20.